# Ceriana breviscapa
Ceriana breviscapa är en tvåvingeart som först beskrevs av Saunders 1845.  Ceriana breviscapa ingår i släktet griffelblomflugor, och familjen blomflugor. Inga underarter finns listade i Catalogue of Life.